# Carlos Canal
Carlos Canal Blanco (* 28. Juni 2001 in Xinzo de Limia) ist ein spanischer Radrennfahrer, der im Straßenradsport aktiv ist.

## Sportlicher Werdegang
Seine Karriere im Radsport begann Canal im Gelände im Mountainbikesport und im Cyclocross. Es war spanischer Junioren-Meister sowohl im Cross-Country als auch im Cyclocross. Auf internationaler Ebene startete er bei Welt- und Europameisterschaften, bei den Olympischen Jugend-Sommerspielen 2018 sowie im Cyclocross-Weltcup. Bei den Cyclocross-Weltmeisterschaften 2019 belegte er im Rennen der Junioren den siebten Platz.
2020 wandte sich Canal dem Straßenradsport zu und wurde Mitglied im UCI ProTeam Burgos-BH. Sein bestes Ergebnis für das Team war der siebte Platz bei der Murcia-Rundfahrt 2021. Mit dem Team nahm er auch an der Vuelta a España 2021 teil, seiner ersten Grand Tour, und beendete diese auf dem 106. Gesamtrang. Zur Saison 2022 wechselte er zum Team Euskaltel-Euskadi. 2023 avancierte er mit wiederholten Top-10-Platzierungen zum bestplatzierten Fahrer seines Teams in der Weltrangliste.
Durch seine Ergebnisse auf ihn aufmerksam geworden, erhielt Canal zur Saison 2024 einen Vertrag beim UCI WorldTeam Movistar. Für sein neues Team stand er bereits mehrfach auf dem Podium, unter anderem als Etappenzweiter beim Gran Camiño sowie Gesamtdritter und Etappenzweiter bei den Vier Tagen von Dünkirchen 2025. Ein Sieg blieb ihm bisher verwehrt.

## Erfolge
2018
- Spanischer Junioren-Meister – Cyclocross

2019
- Spanischer Junioren-Meister – Cyclocross
- Spanischer Junioren-Meister – Cross-Country XCO

2022
- Bergwertung Tour de Bretagne Cycliste

## Grand-Tour-Platzierungen
| Grand Tour            | 2021 | 2022 | 2023 | 2024 | 2025 |
| --------------------- | ---- | ---- | ---- | ---- | ---- |
| Giro d’ItaliaGiro     | –    | –    | –    | –    | –    |
| Tour de FranceTour    | –    | –    | –    | –    | –    |
| Vuelta a EspañaVuelta | 106  | 83   | –    | 70   | …    |